# Parc Paul-Mistral
Le parc Paul-Mistral est un parc urbain de 21 hectares d'un seul tenant, situé à Grenoble, accueillant plusieurs équipements sportifs majeurs, ainsi que l'hôtel de ville. 
Situé sur un ancien terrain militaire du Génie, le site va prendre sa configuration actuelle grâce au déroulement de l'exposition internationale de la houille blanche de 1925. La place Paul Mistral est contigüe au parc et sépare celui-ci de la partie ouest de la ville.

## Situation, accès et description

### Description
Le parc, situé au nord-est du territoire communal, présente une superficie engazonnée de 70 612 m2, par les différents cheminements 63 850 m2, par des arbustes 11 534 m2, par des plantes vivaces 600 m2, et par des massifs 280 m2. Le total de ces superficies représente un total de 14,68 hectares. L'extension récente du parc Paul-Mistral représente 13,25 hectares.

### Lieu de mémoire
Une des allées est nommée en l'honneur des 24 Justes parmi les nations grenoblois.

### Accès et transports publics
Le parc est essentiellement accessible par la ligne C du tramway de Grenoble (station Chavant et Grenoble Hôtel de Ville) ainsi que par diverses lignes d'autobus dont les lignes chrono C1 (arrêts Chavant et Grenoble Hôtel de Ville) et C4 (arrêt Chavant) ainsi que les lignes proximo 14 et 15.

## Historique

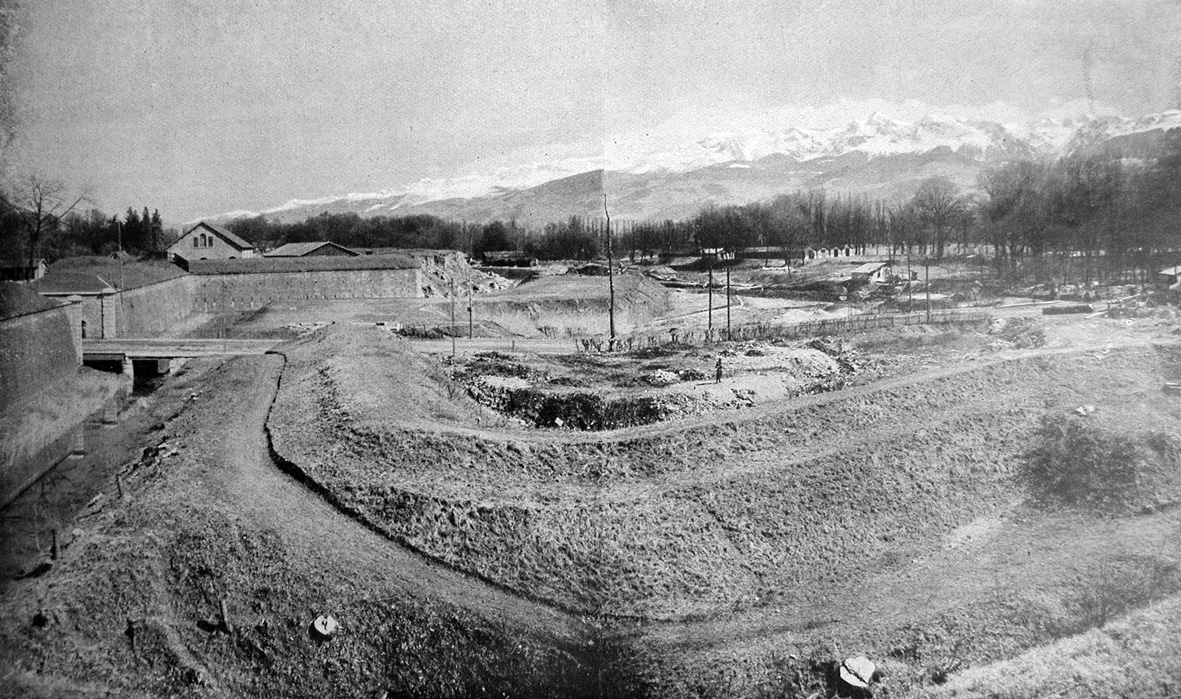
Le polygone du Génie au début du XX.

À partir de 1836, à la suite de la construction des remparts de la ville par le général Haxo, la zone de l'actuel parc Paul-Mistral est utilisée comme polygone extra-muros du Génie pour l'entraînement au tir. Elle est même à l'intérieur de la zone de servitude militaire la plus stricte, là où aucune construction n'est autorisée par les militaires.
À cet endroit, se trouve l'une des cinq portes d'accès de la ville, la porte des Alpes, qui permet de partir vers Eybens ou Vizille.

### L'exposition de 1925

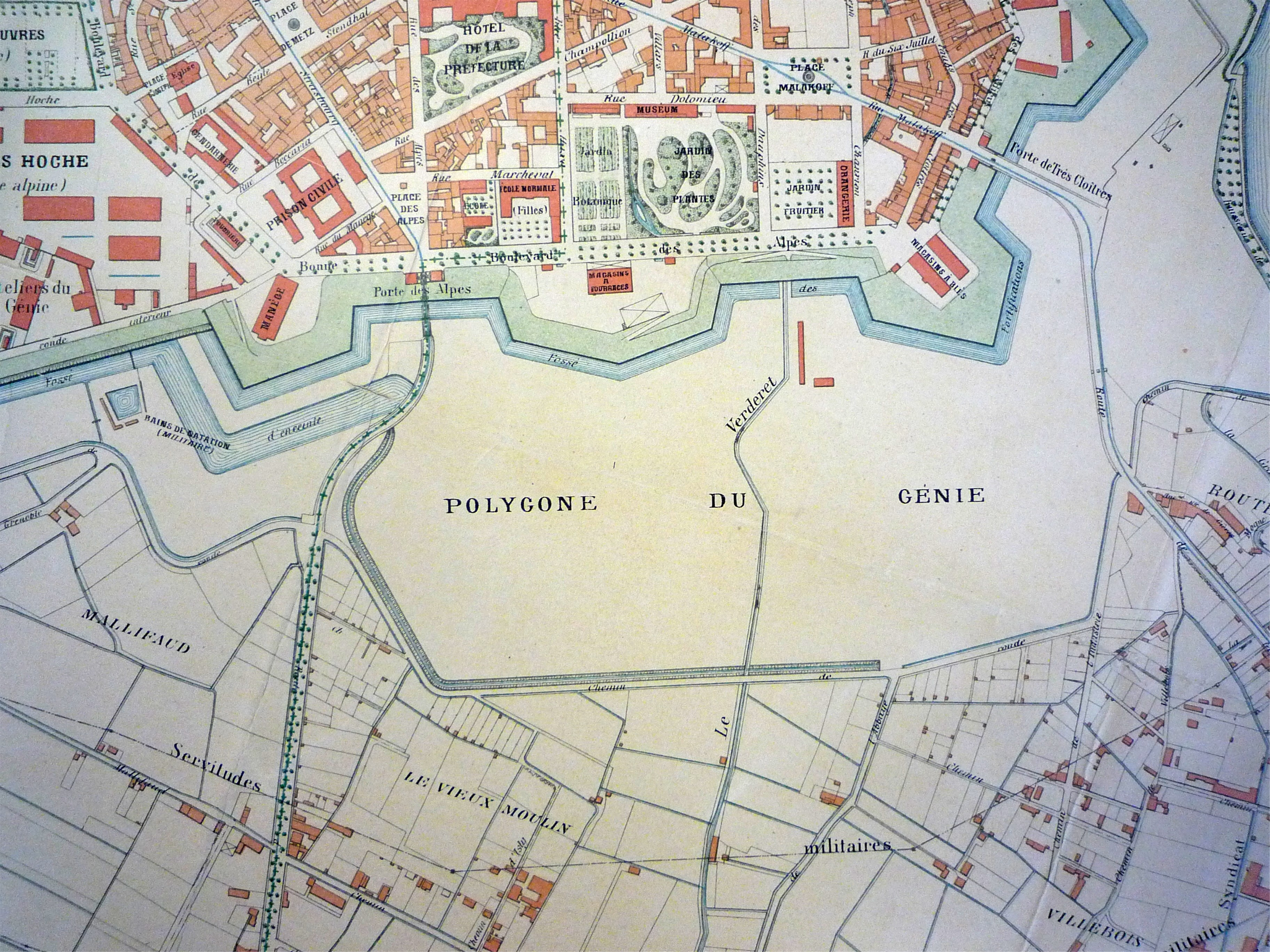
Plan du quartier en 1902.

En 1919, un maire ambitieux, Paul Mistral souhaite ouvrir la ville en détruisant les remparts Haxo. Profitant d'une certaine expansion économique générée par l'utilisation de la houille blanche, il en profite pour annoncer dès 1921 son souhait d'organiser à Grenoble une exposition internationale ayant pour thème la houille blanche et le tourisme. L'opération consistant au déclassement de Grenoble comme place forte est nécessaire pour abattre les remparts, et se déroule en 1921. Mais une telle exposition nécessite aussi un vaste terrain proche du cœur de la ville et implique la démolition de l'enceinte Haxo ainsi que de son prolongement en direction du Drac achevé en 1879.
Avec la démolition des remparts, le polygone du Génie peut être utilisé, le nouveau boulevard des Alpes (actuel boulevard Jean Pain) est créé au nord, à la place des remparts, et l'avenue d'Eybens voit son extrémité nord redressée afin de longer à l'ouest le site de l'exposition. Au sud du polygone, le chemin de ronde devient le boulevard Clemenceau, et à l'est la rue Malakoff est prolongée. Un nouveau plan d'urbanisme est proposé à cette occasion par l'architecte parisien Léon Jaussely, visant à remodeler l'ensemble de la ville. L'exposition internationale de la houille blanche qui se déroule du 21 mai au 25 octobre 1925 accueille 1 050 000 visiteurs dans ses différents palais et attractions, symbolisant un succès politique et financier pour le maire.

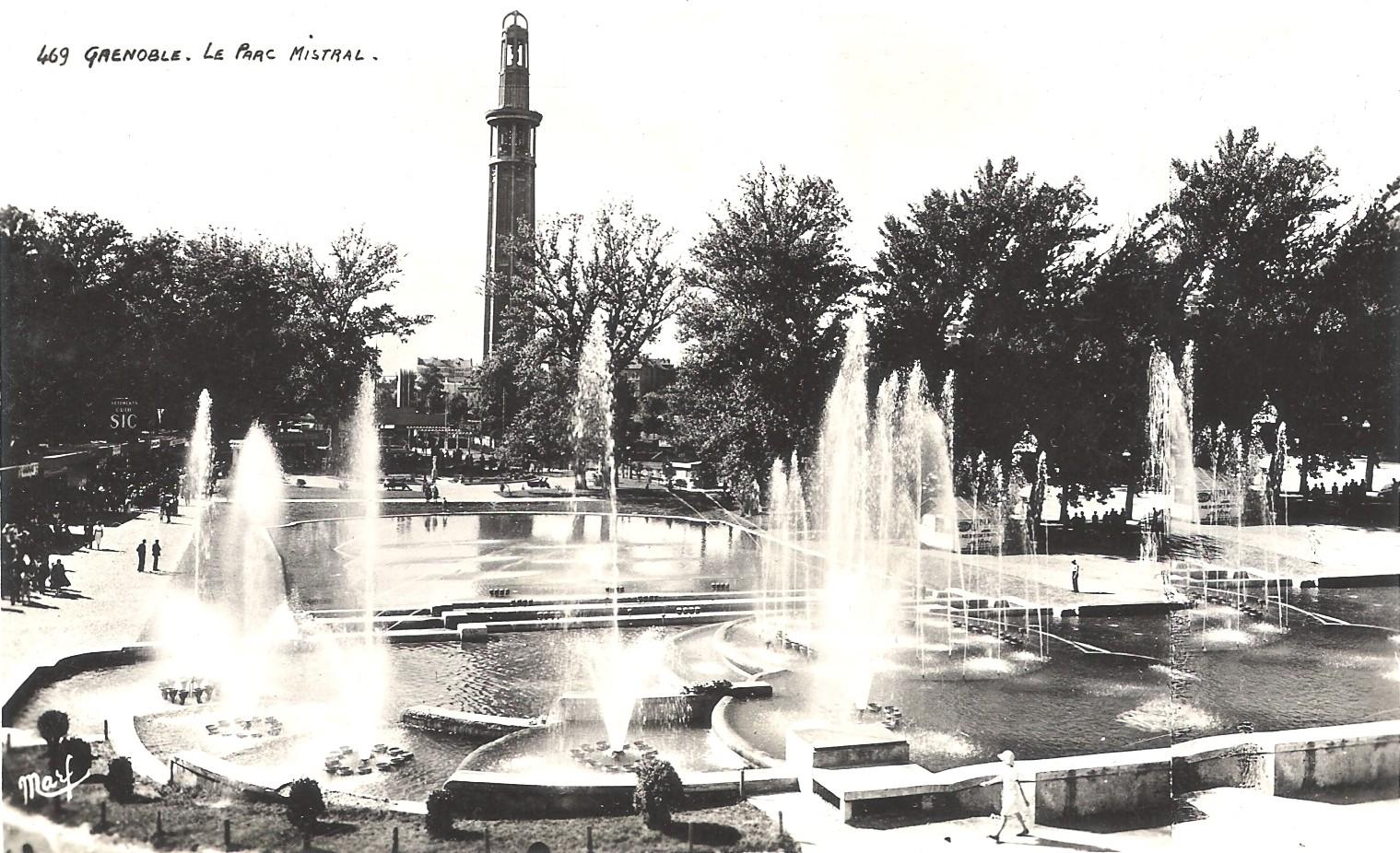
Bassins et fontaines géantes de l'exposition.

Après l'exposition, le parc toujours clôturé est ouvert au public qui est toléré uniquement dans les allées, la fréquentation est strictement réglementée. En 1928, l'installation d'un manège d'enfant est refusé par la mairie. Il faudra attendre 1952 pour que des jeux d'enfants y soient installés. En juillet 1926, le hangar ayant servi de garage aux nombreuses automobiles durant l'exposition est détruit. De nombreux pavillons sont acquis par la ville le 18 octobre 1926 à un entrepreneur de Vizille, monsieur Mornand, ainsi qu'au Touring club de France. Puis, au fil des années, ils sont détruits à l'exception de la tour d'orientation appelée tour Perret du nom de son architecte, du palais des chemins de fer et du palais de la houille blanche qui serviront tous les deux de palais des expositions jusqu'au milieu des années 1960. En 1929, la ville loue la maison moderne, une attraction de l'exposition, en vue de l'installation du poste radiophonique "Alpes-Grenoble". La tour Perret accessible par ses deux ascenseurs reste l'attraction mais une autre vient la concurrencer, celle du jardin zoologique dans lequel deux ours vedettes, Martin et Michka, cohabitent avec des loups, daims, chevreuils et sangliers. Ces ours avaient été offerts à la ville en 1925 par l'ambassadeur de Russie. Le 8 février 1932, le conseil municipal de Paul Mistral vote la construction du premier équipement sportif du parc à la demande des sociétés cyclistes. Une « piste vélocipédique » est construite avec des gradins en bordure du boulevard Clemenceau, évitant aux adhérents d'aller s'entraîner sur l'esplanade de la porte de France.

### Des années 1930 à 1963

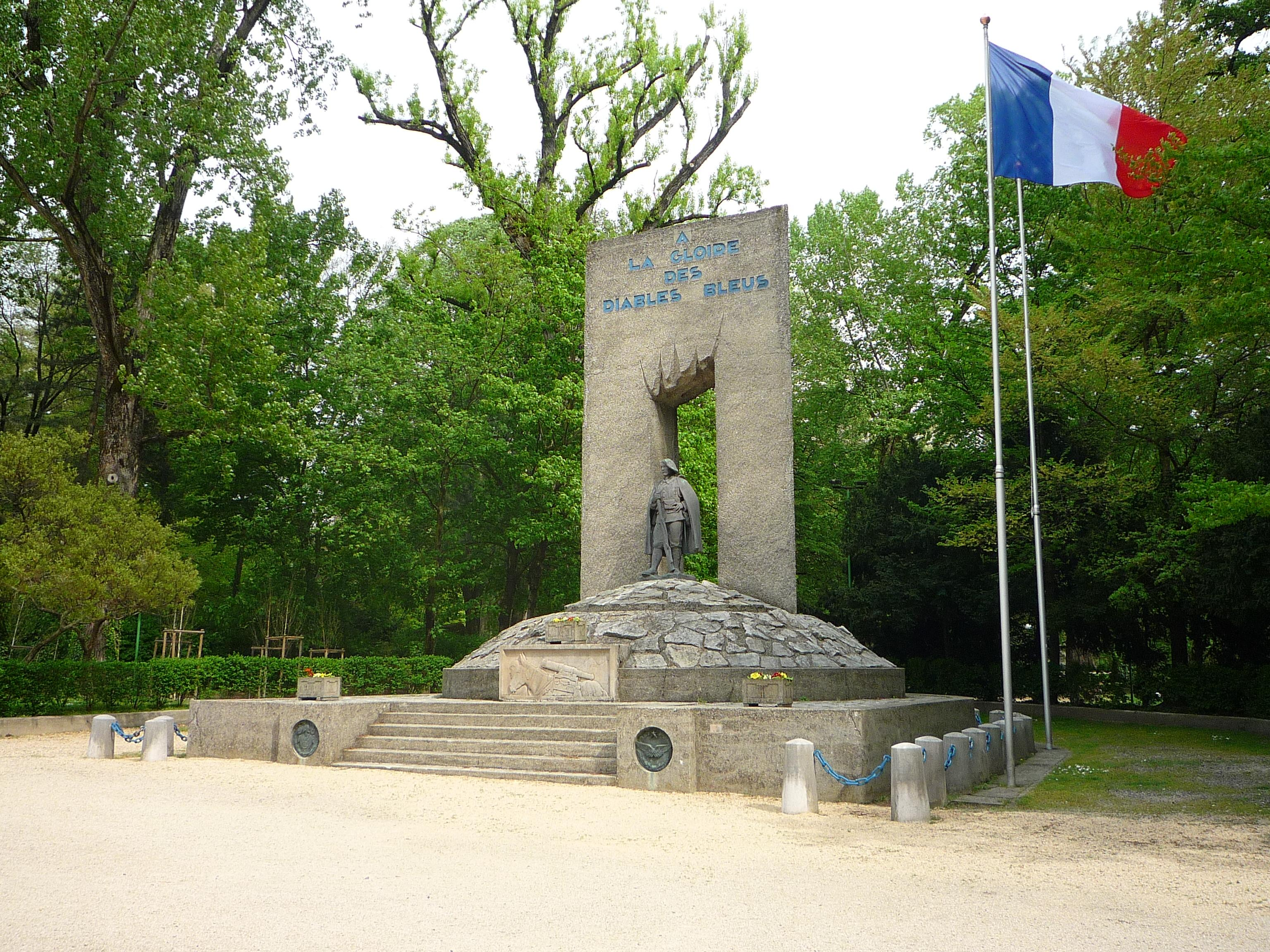
Monument des diables bleus.

À la suite de la mort brutale du maire Paul Mistral, la séance du conseil municipal du 31 octobre 1932 présidée par son premier adjoint, Adrien Ricard, décide de renommer le parc de l'exposition en parc Paul-Mistral. C'est à cette époque que se pose le problème pour la nouvelle municipalité de Léon Martin de la construction d'un stade-vélodrome dans la ville. Le parc Paul-Mistral est ainsi choisi pour la construction d'un stade de 18 000 places dont l'inauguration a lieu le 14 juin 1936 à l'occasion de la fête de la jeunesse, un mois avant l'arrivée de la 7e étape du Tour de France 1936 dans ce stade vélodrome. Douze ans plus tard, la municipalité de Marius Bally va lui attribuer le nom de stade Charles-Berty. Ce stade vélodrome servira par la suite à des arrivées de courses cyclistes, notamment pour le Critérium du Dauphiné libéré et le Tour de France.
En 1936, c'est le parc Paul-Mistral qui est choisi pour accueillir l'imposant monument rendant hommage aux diables bleus, en bordure du parc et à l'extrémité de l'avenue Jean-Perrot. Il est inauguré le 31 mai en présence d'une foule considérable par le maire Paul Cocat et le général Maurice Gamelin.
Le 2 février 1939, le parc accueille 2 170 réfugiés espagnols qui arrivent en train, poussés par la guerre civile dans leur pays. Pour l'occasion, le palais de la houille blanche est réquisitionné, ainsi que le pavillon d'Armenonville, ancien restaurant de l'exposition qui est attribué aux femmes et aux enfants au biberon. Ces réfugiés resteront jusqu'en juin avant de repartir dans le nord de l'Isère.
Au cours de la seconde Guerre mondiale, les animaux du jardin zoologique, faute de nourriture, doivent être sacrifiés afin d'abréger leurs souffrances durant le mois d'octobre 1943.
Le 11 novembre 1943, c'est devant le monument des diables bleus que les manifestants sont arrêtés. Ils ont à peine le temps de déposer un bouquet qu'ils sont encerclés par les forces allemandes venues en nombre et 600 d'entre eux sont arrêtés. Parqués sur la place Pasteur, les femmes et les enfants de moins de 16 ans sont relâchés au bout de quelques heures. Mais, 369 vont être retenus à la caserne de Bonne, afin d'être déportés deux mois plus tard dans des camps de concentration,. Sur ces 369 jeunes hommes de moins de 30 ans déportés pour la plupart à Buchenwald, seuls 102 reviendront vivants à la fin de la guerre. Dans la nuit du 21 au 22 août 1944, le boulevard des Alpes longeant le parc est la voie utilisée par les Allemands pour évacuer la ville. Un convoi ininterrompu de blindés, camions, motos, vélos passe par ce boulevard en direction de Saint-Martin-d'Hères, Gières puis de la Savoie. Le boulevard des Alpes prend le nom du résistant Jean Pain quelques mois après.
En 1950, un monument est érigé par le sculpteur Émile Gilioli à proximité du monument des diables bleus. Le monument fait en hommage aux 398 grenoblois déportés par les allemands lors d'une manifestation le 11 novembre 1943, représente une femme accablée, appuyant sa tête sur son bras formant ainsi une petite ouverture, tel le hublot d'un cachot, symbole de privation de liberté et de la souffrance des déportés. Sur les côtés de l'œuvre, sont gravés des vers du poète Charles Péguy.

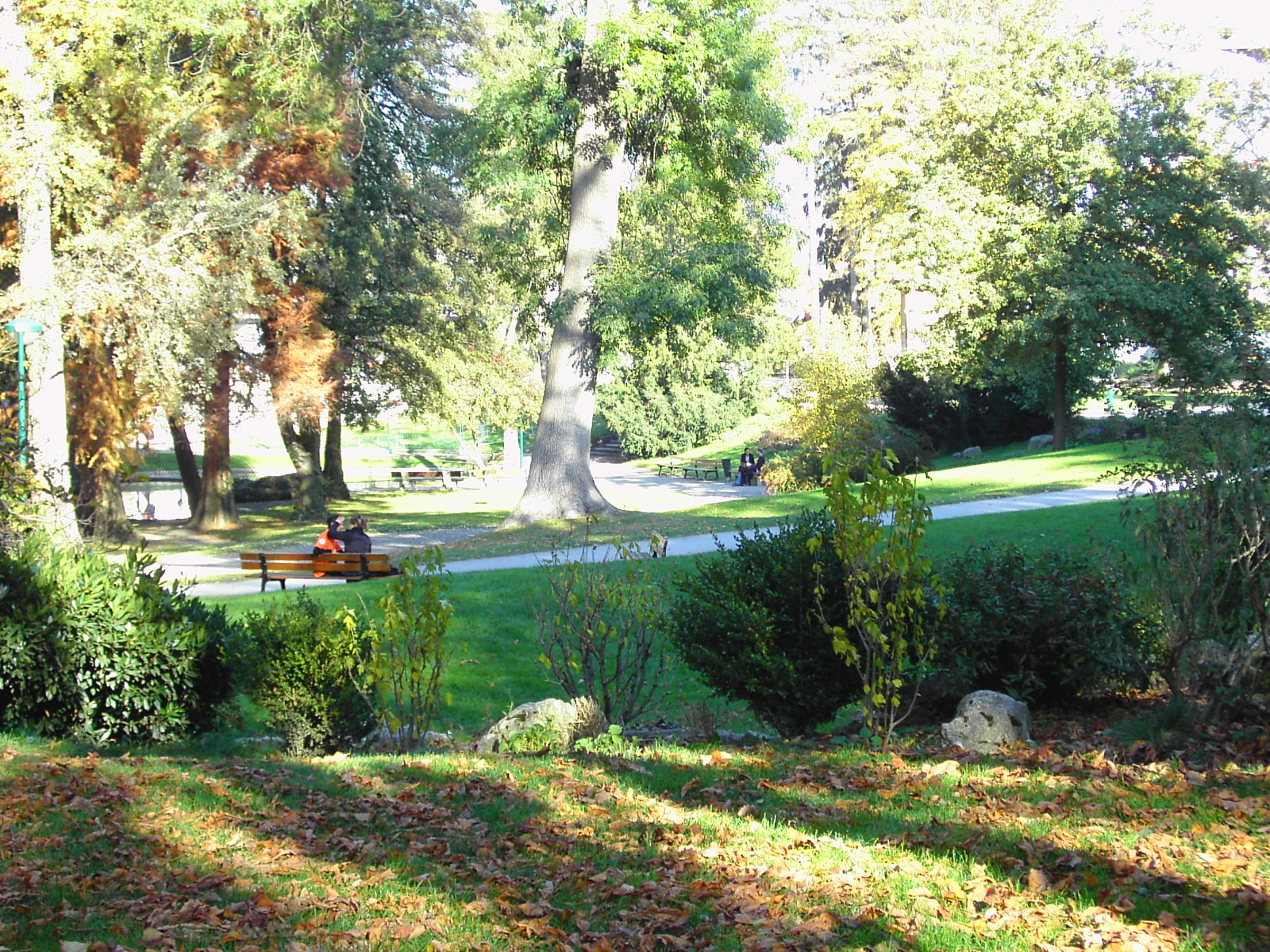
Parc Paul-Mistral (jardin alpin).

Vers 1953, la ville commence à rechercher des espaces pour des équipements municipaux et un projet d'architecte est préparé afin d'installer le Conservatoire municipal de musique dans un monumental bâtiment le long du boulevard Jean-Pain, dans le parc Paul-Mistral. Mais ce projet reste sans suite dans ce lieu et verra sa réalisation dans le sud de la ville. Dès 1955, la tour Perret inquiète la municipalité de Léon Martin car son béton commence à s'effriter laissant apparaître son armature métallique sur les faces extérieures. Une tentative de rénovation reste sans effet sur l'oxydation de son ossature métallique, et on commence à envisager sa fermeture au public. Dans les années 1960, le Verderet, ruisseau qui traverse la ville et le parc dans un sens sud-nord, est canalisé en souterrain sur six kilomètres. Le cheminement du ruisseau traversant le parc Paul-Mistral est lui aussi canalisé.
En 1963, la patinoire Clemenceau est construite accolée à un bowling dans le parc le long du boulevard Clemenceau, en lieu et place de la « piste vélocipédique ». Deux ans plus tard, un nouvel accès à Grenoble depuis la vallée du Grésivaudan est mis en service avec une desserte par le pont de la porte de Savoie. Le parc Paul-Mistral devient la toile de fond de l'arrivée de Grenoble.

### Un site olympique

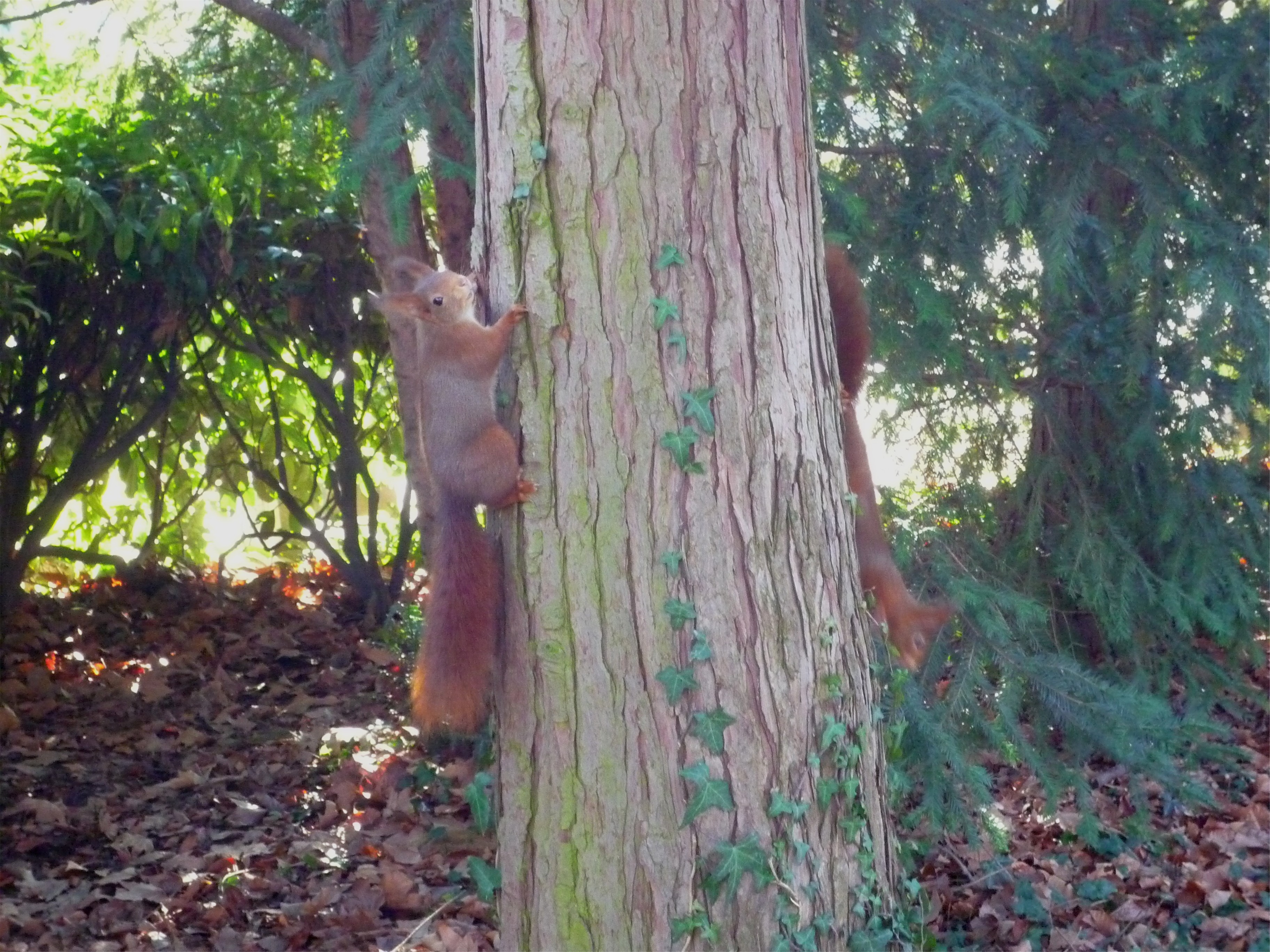
Écureuils du parc.

Avec la désignation de la ville en 1964 dans l'organisation des Jeux olympiques d'hiver de 1968, le parc Paul-Mistral devient un site olympique dont les dernières clôtures de 1925 sont supprimées, devenant alors un parc ouvert. Dès février 1964, débute le chantier de démolition, pour sa partie supérieure, de l'immense palais de la houille blanche vieillissant. Cette première phase de démolition est achevée en avril 1965, et la seconde démarre à partir du 15 novembre 1965 pour le sous-sol du palais utilisé jusqu'au dernier moment comme entrepôt pour la ville. Sa démolition ainsi que celle des bassins et fontaines sont achevées en mars 1966. L'événement sportif entraîne dès 1966 trois énormes chantiers au sein du parc, celui d'un nouvel hôtel de ville transféré de l'Hôtel de Lesdiguières, de l'anneau de patinage de vitesse et du stade de glace construit à la place d'un ancien stade militaire des années 1920. Le stade de glace qui prendra en 1971 la dénomination de palais des sports, portera le nom de Pierre Mendès France à partir de 1983 en hommage à l'ancien député de l'Isère et Président du conseil. Avec ces chantiers, le parc a l'occasion d'être remodelé pour une nouvelle manifestation et se voit éclairci. Son aspect sauvage est atténué par l'élimination d'arbres remplacés par de vastes espaces engazonnés, découpés par de nombreuses allées courbes et dissymétriques. Un bassin avec une petite rivière sont créés dans ce qui prend le nom de jardin alpin.

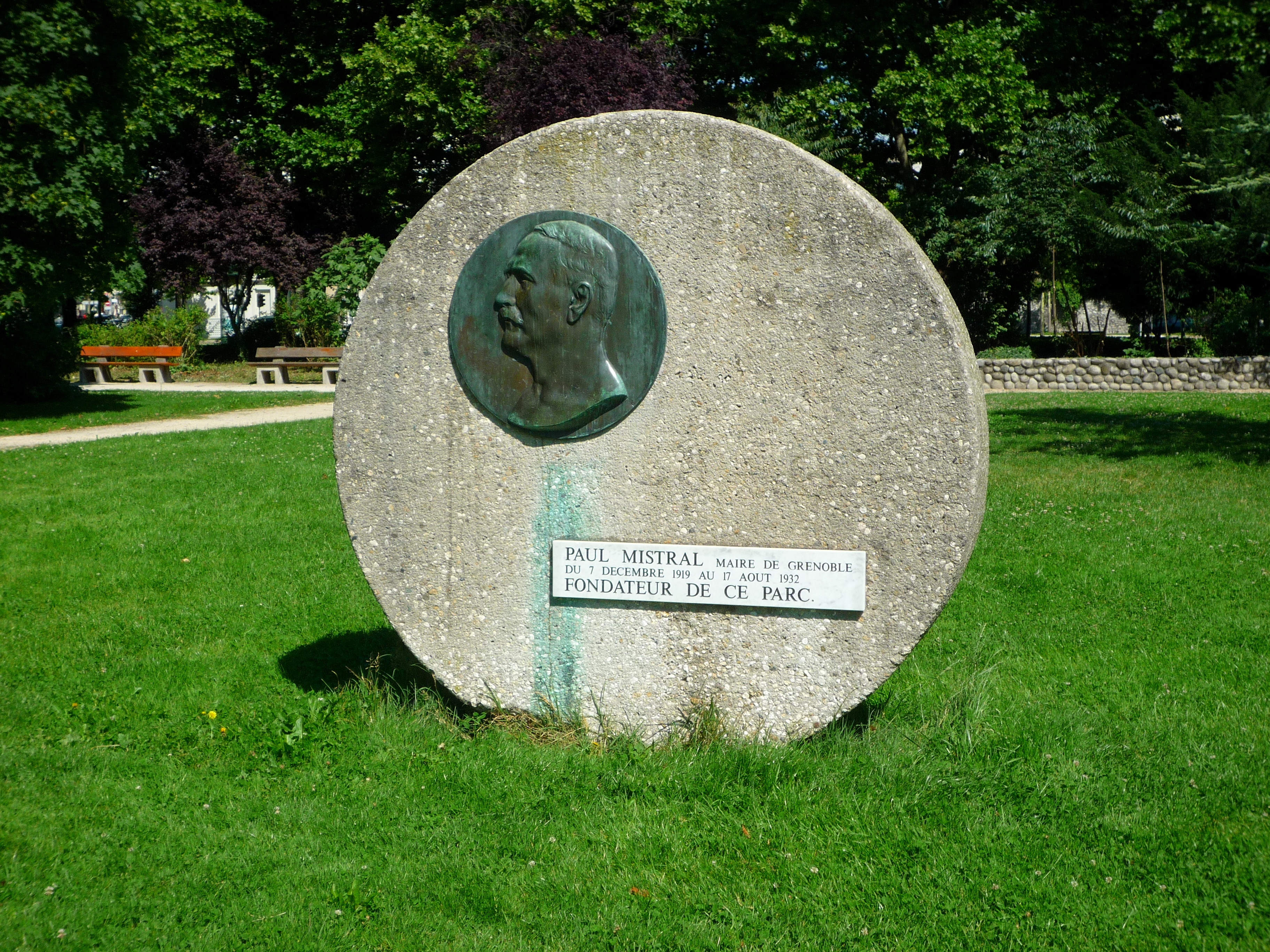
Stèle de Paul Mistral.

Simultanément, en 1966, Grenoble est choisie pour accueillir le premier symposium français de sculpture organisé par Georges Boudaille. Le parc Paul-Mistral est l'un des principaux sites choisis par le comité directeur du symposium dès juillet 1966.  La ville est retenue dans un contexte très favorable où peuvent se mettent en relation une nouvelle architecture avec un nouvel urbanisme. De plus, le préfet en place, Maurice Doublet, passionné d'art contemporain porte un grand intérêt au projet. Ce symposium permet l'embellissement de la ville par quinze sculptures contemporaines souvent monumentales préparées par les artistes durant tout l'été 1967. Inauguré le 9 septembre 1967, le symposium apporte cinq sculptures au parc, Mutants de Maxime Descombin, Père et fils de Grégor Apostu, Petit plaisir de Joseph Wiss, Pousse de marbre de Gigi Guadagnucci, et Totem de Robert Roussil, assisté de André Ribas, 16 ans, le plus jeune aide sculpteur du symposium, ils réalisent ensemble l'unique sculpture en bois, œuvre qui a dû être démontée en 1971 pour des raisons de sécurité.
En 1972, le monument dédié à Paul Mistral érigé sous la municipalité de Léon Martin, près du boulevard Maréchal-Foch, est remodelé et déplacé à son emplacement actuel.
Les 2 et 3 octobre 1987, la vasque olympique de 1968 transférée après les jeux au parc de l'institut national des sports de Vincennes, est rapatriée jusqu'à Grenoble où elle est rénovée. Construite par la société Stefi de Valence en collaboration avec la société grenobloise Neyrpic, elle a une hauteur de 1,30 mètre, un diamètre de 4 mètres, pèse 2 500 kilos et son inauguration se déroule le 19 janvier 1988 sur un support construit pour l'occasion au bord du parc Paul-Mistral.
De l'autre côté du parc, un concert des Pink Floyd dans le stade-vélodrome Charles-Berty le 15 juillet 1988, oblige la destruction de sa piste, augurant de sa future démolition. Le 11 septembre 1991, un incendie détruit la piste démontable du stade entreposée sous les gradins.
Un monument en hommage aux écoliers morts lors d'une sortie scolaire en 1995 est installé dans le parc. Il est vandalisé en avril 2024.

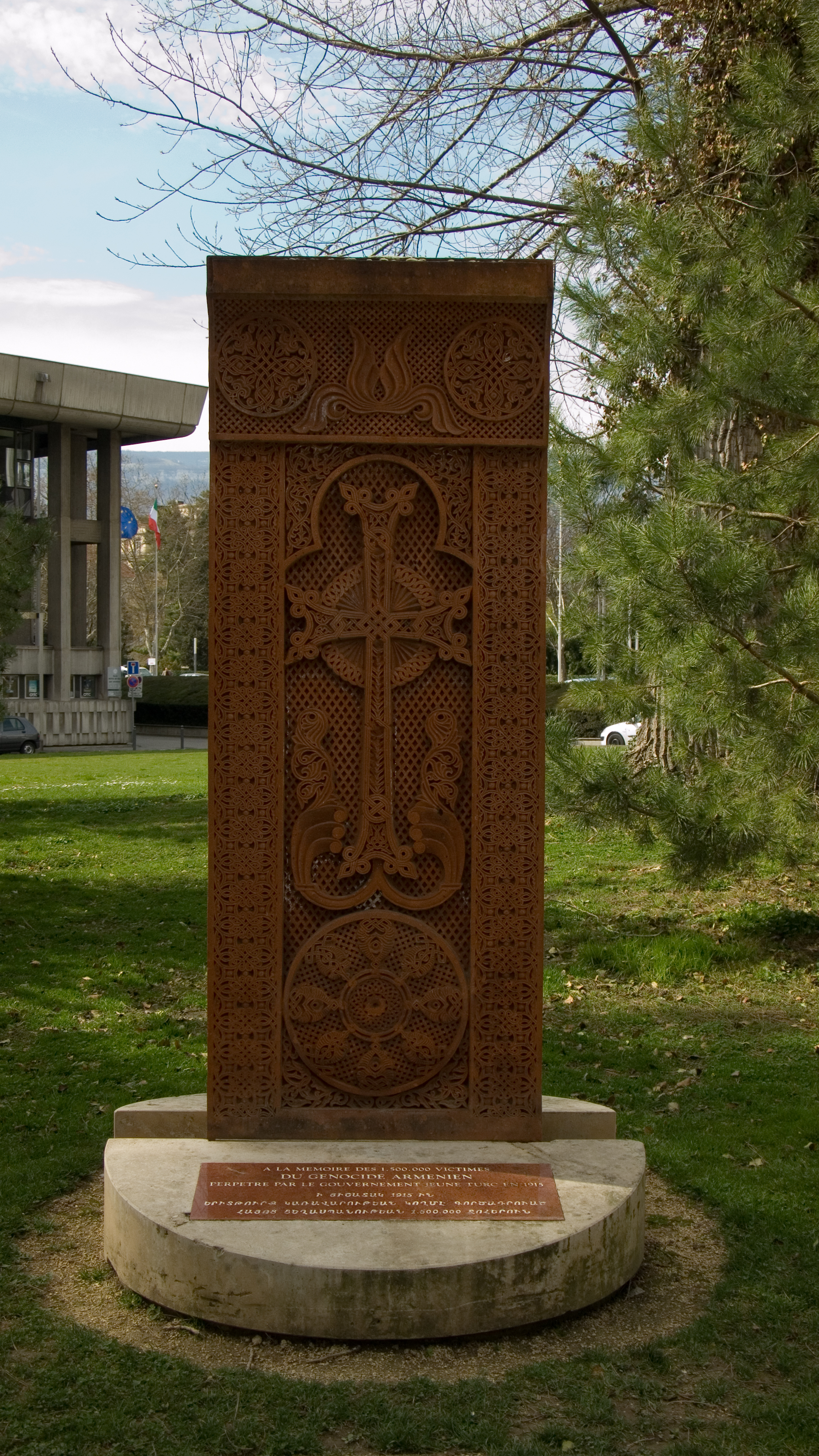
Mémorial arménien.

Le 5 juin 1999, est inauguré un khatchkar dédié au génocide arménien de 1915. La stèle, offerte par la communauté arménienne de la ville, est en pierre d'Arménie gravée de façon traditionnelle.
En 2001, alors que le bâtiment de la patinoire Clemenceau change de destination en devenant la halle Clemenceau aux multiples activités, un projet de reconstruction d'un stade de football lance des débats passionnés qui iront jusqu'à l'occupation permanente d'arbres en janvier 2004 par des militants écologistes. Parallèlement, la démolition du stade Charles Berty est achevée en 2003, et les derniers animaux présents dans le parc, transférés dans le parc du château de Vizille. Le site en travaux ainsi que le choix du parc pour le tir des feux d'artifice étant peu favorable à leur maintien au sein du parc. La reconstruction d'un stade est contestée principalement par le fait que son orientation parallèle au boulevard Jean Pain, diffère par rapport à l'ancien stade Charles Berty, entraînant la coupe d'arbres très anciens. Le stade des Alpes inauguré le 8 février 2008 reste cependant le seul endroit de rassemblement de la ville pouvant accueillir 20 000 personnes. En contrepartie, le parking automobile de 400 places à l'autre bout du parc est transformé en espace vert parsemé de plantes vivaces.
L'opération est aussi l'occasion pour la ville d'étendre le parc au-delà du stade des Alpes en supprimant le vaste échangeur routier des Sablons, mais obligeant les piétons à traverser l'avenue de Valmy et sa ligne de tram pour aller d'un parc à l'autre. C'est l'architecte Alexandre Chemetoff qui aménage l'extension rejoignant les bords de l'Isère, et dans laquelle se trouve une sculpture du symposium de 1967, L'Envol : l'oiseau du sculpteur Costas Coulentianos. En 2007, la municipalité lance dans le parc la première édition de l'été Oh! parc, manifestation estivale proposant de nombreuses activités en juillet et août.
Le 28 janvier 2008, le conseil municipal baptise le site regroupant le monument des diables bleus, celui des déportés et un monument aux morts, d'esplanade des compagnons de la Libération. En janvier 2010, les locaux désaffectés de l'ancien bowling sont attribués par la ville à une association culturelle sous le nom de Bobine et deviennent une salle de spectacles et de restauration. Le 14 mai 2011, une œuvre monumentale d'Alain Kirili, Résistance, est inaugurée dans le parc en présence de Lionel Jospin et de Catherine Tasca. En 2011, le parc Paul-Mistral a été le point de départ et le point d'arrivée de la 20e étape du Tour de France ainsi que de la 3e étape du Critérium du Dauphiné. En 2012, un parcours identique autour du parc se déroule en tant que prologue du Critérium du Dauphiné.
Quant à la tour Perret, fermée au public depuis 1960, elle reste dans l'attente d'une rénovation et continue à se dégrader lentement. Le 6 février 2014, l'association « Ensemble pour la Tour Perret » est créée pour promouvoir la sauvegarde et la restauration de la tour Perret, afin de diffuser le plus largement possible son histoire, son intérêt patrimonial et contribuer à sa mise en valeur. En 2019, le diagnostic de l'état de l'édifice est lancé et des travaux d'un montant de 8 millions d'euros doivent débuter début 2020 pour accueillir les premiers visiteurs à son sommet fin 2022.

Rassemblement du 11 janvier 2015 sur l'anneau de vitesse.

Depuis 2013, le parc est le lieu de départ annuel de l'ultratour des 4 massifs. Le 11 janvier 2015, l'anneau de vitesse dans le parc est le lieu d'arrivée du mouvement grenoblois des manifestations des 10 et 11 janvier 2015 en réaction aux attentats de janvier 2015 en France. Grenoble étant l'une des six villes de province à dépasser la barre des 100 000 manifestants avec un comptage de 110 000 personnes. Dix mois plus tard, au lendemain des attentats de Paris, le plus grand rassemblement en France avec 5 000 personnes se déroule également sur l'anneau de vitesse.
Lors de la célébration du cinquantième anniversaire des Jeux olympiques de 1968, un spectacle chorégraphique et pyrotechnique est organisé le 6 février 2018 sur l'anneau de vitesse,.

## Biodiversité

### Espèces animales
Le parc Paul Mistral est un lieu privilégié du centre-ville pour l'observation des oiseaux. Avec ses nombreux arbres, son bassin et son ruisseau artificiel, le parc abrite plusieurs espèces d'oiseaux plus ou moins communs tels la Fauvette à tête noire, le Pinson des arbres, le Merle noir, la Mésange charbonnière, Mésange à longue queue, Mésange bleue, la Corneille Noire, le Rouge-gorge familier, le Chardonneret élégant, la Sittelle torchepot, l'Etourneau sansonnet, le Serin cini, le Moineau domestique, le Pic épeiche, le Grimpereau des jardins, le Verdier d'Europe, le Rougequeue noir, la Bergeronnette grise, le Pigeon ramier ... On peut également observer des Hirondelles de rochers et un couple de Faucon pèlerin sur la Tour Perret,.
On observe aussi des écureuils roux.

### Espèces végétales
En 2011, le parc Paul-Mistral possède 1 539 arbres avec 96 espèces différentes. Parmi les espèces les plus nombreuses du parc, figurent 174 platanes, 128 peupliers noirs, 109 épicéas, 92 ifs, 78 merisiers à grappes, 72 bouleaux, 65 sequoias de Chine, 55 érables planes, 55 tulipiers de Virginie, 54 hêtres, 37 pins sylvestres, 36 pins noirs d'Autriche, 35 Cyprès de Lawson, 27 érables sycomore, 16 cèdres de l'Atlas, 15 érables negundo, 14 érables champêtres, 13 ormes champêtres, 12 Ginkgo biloba, 11 Koelreuteria paniculata, et 9 liquidambars.
En 2014, le bassin situé à proximité de la Bobine a retrouvé ses escargots décoratifs reposant sur leurs socles d'origine conformément à la demande de l'union des habitants du quartier Exposition-Bajatière.